# Gouvernement Jørgensen IV
 (août 2023).
Si vous disposez d'ouvrages ou d'articles de référence ou si vous connaissez des sites web de qualité traitant du thème abordé ici, merci de compléter l'article en donnant les références utiles à sa vérifiabilité et en les liant à la section « Notes et références ».
Royaume de Danemark
Jørgensen III Anker Jørgensen V
Le cabinet Anker Jørgensen IV est le gouvernement du royaume de Danemark en fonction du 26 octobre 1979 au 30 décembre 1981.

## Historique
Il est dirigé par le ministre d'État social-démocrate Anker Jørgensen et est formé à la suite des élections législatives danoises de 1979, lors desquelles les Sociaux-démocrates remportent 38 % des suffrages.
Il succède au cabinet Anker Jørgensen III et est suivi du cabinet Anker Jørgensen V.

## Composition
- Les nouveaux ministres sont indiqués en gras, ceux ayant changé d'attributions en italique.

| Fonction                                                               | Titulaire          | Titulaire                                        | Parti |
| ---------------------------------------------------------------------- | ------------------ | ------------------------------------------------ | ----- |
| Premier ministre                                                       |                    | Anker Jørgensen                                  | SD    |
| Ministre des Affaires étrangères                                       |                    | Kjeld Olesen                                     | SD    |
| Ministre des Finances                                                  |                    | Svend Jakobsen                                   | SD    |
| Ministre de l'Environnement                                            |                    | Ivar Nørgaard (jusqu'au 28 février 1980)         | SD    |
| Ministre de l'Environnement                                            | Erik Holst         |                                                  | SD    |
| Ministre des Affaires ecclésiastiques et du Groenland                  |                    | Jørgen Peder Hansen (jusqu'au 20 janvier 1981)   | SD    |
| Ministre des Affaires ecclésiastiques et du Groenland                  | Tove Lindbo Larsen |                                                  | SD    |
| Ministre de l'Éducation                                                |                    | Dorte Bennedsen                                  | SD    |
| Ministre de la Culture                                                 |                    | Niels Matthiasen (jusqu'au 16 février 1980)      | SD    |
| Ministre de la Culture                                                 | Lise Østergaard    |                                                  | SD    |
| Ministre de l'Industrie                                                |                    | Erling Jensen                                    | SD    |
| Ministre de la Défense                                                 |                    | Poul Søgaard                                     | SD    |
| Ministre du Travail                                                    |                    | Svend Auken                                      | SD    |
| Ministre du Logement                                                   |                    | Erling Olsen                                     | SD    |
| Ministre de la Justice                                                 |                    | Henning Rasmussen (jusqu'au 20 janvier 1980)     | SD    |
| Ministre de la Justice                                                 | Ole Espersen       |                                                  | SD    |
| Ministre de l'Agriculture et de la Pêche                               |                    | Poul Dalsager                                    | SD    |
| Ministre de l'Agriculture et de la Pêche                               | Bjørn Westh        |                                                  | SD    |
| Ministre de l'Énergie                                                  |                    | Poul Nielson                                     | SD    |
| Ministre de l'Intérieur                                                |                    | Henning Rasmussen                                | SD    |
| Ministre de l'Économie                                                 |                    | Ivar Nørgaard                                    | SD    |
| Ministre des Affaires sociales                                         |                    | Ritt Bjerregaard                                 | SD    |
| Ministre des Travaux publics                                           |                    | Jens Risgaard Knudsen (jusqu'au 15 octobre 1981) | SD    |
| Ministre des Travaux publics                                           | Knud Heinesen      |                                                  | SD    |
| Ministre sans portefeuille chargé des questions de politique étrangère |                    | Lise Østergaard (jusqu'au 28 février 1980)       | SD    |
| Ministre de la Coopération nordique                                    |                    | Lise Østergaard (à partir du 28 février 1980)    | SD    |
| Ministre de la Fiscalité                                               |                    | Karl Hjortnæs (jusqu'au 20 janvier 1981)         | SD    |
| Ministre de la Fiscalité                                               | Mogens Lykketoft   |                                                  | SD    |